# Miriam Rodríguezová Martínezová
Miriam Rodríguezová Martínezová (5. února 1960 San Fernando – 10. května 2017 San Fernando) byla mexická lidskoprávní aktivistka, zakladatelka organizace Colectivo de Desaparecidos de San Fernando. V roce 2017 byla zavražděna neznámými ozbrojenci.

## Život
V roce 2012 byla unesena její 20letá dcera. Rodríguezová se nespoléhala na státní aparát a na vlastní pěst se snažila dopátrat osudu své dcery. Její úsilí bylo korunováno nalezením těla její dcery v hromadném hrobě v roce 2014. Informace získané během pátrání vedly k zatčení několika příslušníků drogového kartelu Los Zetas, včetně hlavního podezřelého z vraždy její dcery.
Následně založila nevládní skupinu zastupující 600 rodin, které pohřešovaly v souvislosti s válkou drogových gangů některého z rodinných příslušníků. Příbuzní obětí často hrají klíčovou roli při objevování tajných masových hrobů po celé zemi, z nichž některé obsahovaly stovky těl. Jejich aktivita je však často vystavuje riziku odplaty ze strany skupin organizovaného zločinu.
V březnu 2017 se jednomu ze zadržených v souvislosti s vraždou její dcery podařilo uprchnout z věznice v hlavním městě Ciudad Victoria. Od té doby začala Rodríguezová dostávat výhrůžky smrtí, ale její žádost o ochranu policie údajně ignorovala. Na Den matek 10. května 2017 na ni zaútočila skupina ozbrojenců střelbou před jejím domem. Zemřela při převozu do nemocnice.
V listopadu 2017 zadržela mexická policie ve spolupráci s armádou jednoho z místních šéfů drogového kartelu Zetas Martiniana Jaramillu. Kromě řady jiných zločinů je podezřelý i z vraždy Rodríguezové.
Ve městě San Fernando byla na místním náměstí na její počest odhalena pamětní bronzová plaketa.